# Estación de Los Boliches
Los Boliches es un apeadero ferroviario situado en el barrio de Los Boliches, en la ciudad española de Fuengirola, en la provincia de Málaga, comunidad autónoma de Andalucía. Forma parte de la línea C-1 de Cercanías Málaga. La estación se encuentra en la avenida de Jesús Santos Rein, encima de un viaducto.

## Situación ferroviaria
Se encuentra en la línea férrea de ancho ibérico Málaga-Fuengirola, pk. 28,6.

## Servicios ferroviarios

### Cercanías
Forma parte de la línea C-1 de Cercanías Málaga. Paran trenes con una frecuencia media de 20 minutos en cada sentido.